# Eaglehill
Eaglehill (en irlandais : Tulaigh Sceilp an Iolair, la colline de l'aigle) est un townland dans la paroisse civile de Templeport, comté de Cavan, Irlande. Il se situe dans la paroisse catholique romaine de Corlough et dans la baronnie de Tullyhaw.
La prononciation locale du nom gaélique est « Tullylugskiveranerla ».

## Géographie
Eaglehill est délimitée au nord par le townland de Tullyloughfin, à l'ouest par le townland de Tullybrack et à l'est par les townlands de Tullandreen et Corracholia Plus. Ses principales caractéristiques géographiques sont la rivière Owensallagh (un affluent de la rivière Blackwater du comté de Cavan), des plantations forestières et une gravière.
Eaglehill est traversé par des routes publiques mineures et des voies rurales. Le townland couvre une superficie de 104 acres (42 ha).

## Histoire
Dans les temps anciens, le site était probablement inhabité car il se composait principalement de tourbières et de sols argileux pauvres.
La localité n'a pas été saisie par les Anglais lors de la plantation de l'Ulster en 1610, ni lors de la colonisation cromwellienne des années 1660. Certaines familles irlandaises dépossédées s'y sont installées et ont commencé à défricher et à cultiver la terre.
Les rôles d'application de la dîme pour 1826 énumèrent six payeurs de taxes du townland,.
Les listes de l'Ordnance Survey de 1836 donnent la description suivante du townland : « Le townland est délimité au nord par un grand ruisseau de montagne ».
En 1841, le village comptait 42 habitants, soit 21 hommes et 21 femmes. Les neuf maisons étaient toutes habitées.
En 1851, le village comptait 36 habitants, soit 17 hommes et 19 femmes, la réduction étant due à la grande famine. Six maisons sont citées, toutes habitées.
L'[évaluation de Griffith] de 1857 répertorie six propriétaires terriens dans le townland.
En 1861, le village comptait 45 habitants, soit 22 hommes et 23 femmes. Les sept maisons étaient habitées.
Dans le recensement d'Irlande de 1901, neuf familles sont répertoriées dans le townland.
Le recensement d'Irlande de 1911, répertorie sept familles dans le townland.